# Kårkulla samkommun
Kårkulla samkommun är en samkommun som omfattar hela Svenskfinland, och som för medlemskommunernas räkning sköter frågor enligt omsorgslagen, till exempel erbjuder service till personer med intellektuell eller annan funktionsnedsättning och deras familjer. Samkommunen bildades 1962.
Alla 33 svensk- eller tvåspråkiga kommuner i fastland Finland är medlemmar. Kommuner på Åland är inte medlemmar i Kårkulla.
Från och med år 2023 flyttas Kårkullas verksamhet över till välfärdsområdena. Personal och klienter har varit oroliga över att få det svenska nätverket att fungera också i välfärdsområdena på så sätt att de regionala expertteamen kan få hållas ihop och att de också i framtiden får jobba med svenskspråkiga klienter.

## Serviceutbud
Kårkullas serviceutbud består av: 
- expertteamens verksamhet
- boendeservice
- dag- och arbetsverksamhet
- expert- och utvecklingscentrets service

## Organisation
Kårkulla samkommun har centralförvaltning i Kirjala i Pargas. Centralförvaltningen ger service till medlemskommunerna och samtliga förtroendevalda samt till alla enheter och personal inom samkommunens verksamhetsområde.
Samkommunen styrs av ett fullmäktige med 58 ledamöter, med särskilda nämnder för Nyland, Åboland och Österbotten.

### Medlemskommuner
Lista över Kårkullas medlemskommuner:
| Kommun / Stad      | Adress                                         |
| ------------------ | ---------------------------------------------- |
| Borgå stad         | Stadshusgatan 9, PB 23, 06101 Borgå            |
| Esbo stad          | PB 1, 02070 Esbo                               |
| Grankulla stad     | Grankullavägen 10, PB 52, 02701 Grankulla      |
| Hangö stad         | Boulevarden 6, 10900 Hangö                     |
| Helsingfors stad   | Norra esplanaden 11-13, PB 1 00099 Helsingfors |
| Ingå kommun        | Strandvägen 2, 10210 Ingå                      |
| Jakobstads stad    | Strengbergsgatan 1, 68600 Jakobstad            |
| Karleby stad       | PB 43, 67101 Karleby                           |
| Kaskö stad         | Rådhusgatan 34, 64260 Kaskö                    |
| Kimitoöns kommun   | PB 21, 25701 Kimito                            |
| Korsholms kommun   | Centrumvägen 4, 65610 Korsholm                 |
| Korsnäs kommun     | Strandvägen 4323, 66200 Korsnäs                |
| Kristinestads stad | PB 13, 64101 Kristinestad                      |
| Kronoby kommun     | Säbråvägen 2, 68500 Kronoby                    |
| Kyrkslätts kommun  | PB 20, 02401 Kyrkslätt                         |
| Lappträsk kommun   | Lappträskvägen 20 A, 07800 Lappträsk           |
| Larsmo kommun      | Norra Larsmovägen 30, 68570 Larsmo             |
| Lojo stad          | PB 71, 08101 Lojo                              |
| Lovisa stad        | Mannerheimgatan 4, PB 77 , 07901 Lovisa        |
| Malax kommun       | Malmgatan 5, 66100 Malax                       |
| Mörskom kommun     | Ämbetsvägen 5, 07600 Mörskom                   |
| Nykarleby stad     | Topeliusesplanaden 7, 66900 Nykarleby          |
| Närpes stad        | Kyrkvägen 2, 64200 Närpes                      |
| Pargas stad        | Strandvägen 28, 21600 Pargas                   |
| Pedersöre kommun   | Skrufvilagatan 2, 68910 Bennäs                 |
| Pyttis kommun      | Motellgränd 4, 49220 Broby                     |
| Raseborgs stad     | Raseborgsvägen 37, PB 58, 10611 Raseborg       |
| Sibbo kommun       | Klockarbackavägen 2, PB 7, 04131 Sibbo         |
| Sjundeå kommun     | Parkstigen 1, 02580 Sjundeå                    |
| Vanda stad         | Banvägen 11, PB 1100, 01030 Vanda              |
| Vasa stad          | PB 3, 65101 Vasa                               |
| Vörå kommun        | Vöråvägen 18, 66600 Vörå                       |
| Åbo stad           | PB 355, 20101 Åbo                              |

## Välfärdsområdena
Välfärdsområdena kommer att ta hand om Finlands social- och hälsovårdstjänster från och med året 2023. Då flyttas också Kårkulla samkommuns lokaler, verksamhet och personal till följande välfärdsområdena:
- Västra Nylands välfärdsområde
- Helsingfors stad
- Vanda och Kervo välfärdsområde
- Östra Nylands välfärdsområde
- Egentliga Finlands välfärdsområde
- Österbottens välfärdsområde.